# Nordirische Fußballnationalmannschaft (U-19-Junioren)
Die nordirländische Fußballnationalmannschaft der U-19-Junioren ist die Auswahl nordirischer Fußballspieler der Altersklasse U-19. Sie repräsentiert die Irish Football Association auf internationaler Ebene, beispielsweise in Freundschaftsspielen gegen die Auswahlmannschaften anderer nationaler Verbände, aber auch bei der seit 2002 in dieser Altersklasse ausgetragenen Europameisterschaft. Die nordirische Mannschaft konnte sich bisher nicht sportlich für eine Endrunde qualifizieren, nahm aber 2005 als automatisch qualifizierter Gastgeber teil. Dabei wurden die drei Gruppenspiele verloren. 2020 sollte Nordirland erneut die Endrunde ausrichten, diese wurde aber wegen der COVID-19-Pandemie abgesagt. Stattdessen soll Nordirland die Ausgabe im Jahr 2024 ausrichten. Viermal wurde die zweite bzw. Eliterunde der Qualifikation erreicht.

## Teilnahme an U-19-Europameisterschaften
- 2002: nicht qualifiziert
- 2003: nicht qualifiziert (in der 2. Runde gescheitert)
- 2004: nicht qualifiziert
- 2005:  Vorrunde
- 2006: nicht qualifiziert (in der Eliterunde gescheitert)
- 2007: nicht qualifiziert
- 2008: nicht qualifiziert
- 2009: nicht qualifiziert (als fünftschlechtester Gruppendritter die Eliterunde verpasst)
- 2010: nicht qualifiziert (in der Eliterunde gescheitert)
- 2011: nicht qualifiziert (als siebtbester/-schlechtester Gruppendritter die Eliterunde verpasst)
- 2012: nicht qualifiziert (als drittschlechtester Gruppendritter die Eliterunde verpasst)
- 2013: nicht qualifiziert (als sechstbester Gruppendritter die Eliterunde verpasst)
- 2014: nicht qualifiziert
- 2015: nicht qualifiziert (als fünftschlechtester Gruppendritter die Eliterunde verpasst)
- 2016: nicht qualifiziert (in der Eliterunde gescheitert)
- 2017: nicht qualifiziert (als drittschlechtester Gruppendritter die Eliterunde verpasst)
- 2018: nicht qualifiziert
- 2019: nicht qualifiziert
- 2020: Meisterschaft wegen COVID-19-Pandemie abgesagt (als Gastgeber für die abgesagte Endrunde qualifiziert)
- 2022: nicht qualifiziert (als viertschlechtester Gruppendritter die Eliterunde verpasst)
- 2023:
- 2024: qualifiziert

| Bilanz     | Bilanz | Bilanz | Bilanz | Bilanz      | Bilanz | Bilanz    | Bilanz       |
| Runde      | Spiele | Siege  | Remis  | Niederlagen | Tore   | Gegentore | Tordifferenz |
| ---------- | ------ | ------ | ------ | ----------- | ------ | --------- | ------------ |
| 1. Runde   | 54     | 14     | 12     | 28          | 65     | 086       | −21          |
| Eliterunde | 12     | 01     | 02     | 09          | 14     | 023       | 0−9          |
| Endrunde   | 03     | 0      | 0      | 03          | 01     | 004       | 0−3          |
| Gesamt     | 67     | 15     | 14     | 40          | 80     | 113       | −33          |